# سیارک ۱۰۴۰

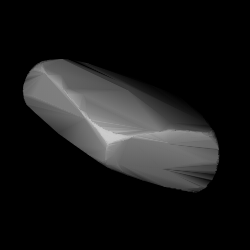
مدل سه‌بُعدی سیارک ۱۰۴۰ بر طبق منحنی نور آن

سیارک ۱۰۴۰ (به انگلیسی: 1040 Klumpkea، نامگذاری:1925BD) هزار و چهلمین سیارک کشف شده‌است که در ۲۰ ژانویه ۱۹۲۵ و در الجزیره کشف شد.
قدر مطلق سیارک برابر ۱۰٫۴۰ است.